# Seznam vítězů Stanley Cupu
Seznam vítězů Stanley Cupu uvádí několik přehledů o účastnících a vítězích hokejového Stanley Cupu:
- existující týmy hrající NHL (počet vítězství, počet finálových účastí a vítězné ročníky)
- obdobné údaje o bývalých, již neexistujících týmech
- seznam vítězů (včetně jejich trenérů), finalistů a výsledku finále v jednotlivých ročnících od roku 1918
- seznam vítězů před vznikem NHL (tj. v letech 1893 až 1917)
- přehled českých hokejistů, kteří se zúčastnili finále Stanley Cupu

## Současné týmy
Seznam současných NHL týmů, které vyhrály Stanley Cup:
| Stanley Cup           |       |        | |
| Tým                   | Počet | Finále | Vítězné ročníky |
| Montreal Canadiens    | 24    | 9      | 1993 • 1986 • 1979 • 1978 • 1977 • 1976 • 1973 • 1971 • 1969 • 1968 • 1966 • 1965 • 1960 • 1959 • 1958 • 1957 • 1956 • 1953 • 1946 • 1944 • 1931 • 1930 • 1924 • 1916 |
| Toronto Maple Leafs   | 13    | 8      | 1967 • 1964 • 1963 • 1962 • 1951 • 1949 • 1948 • 1947 • 1945 • 1942 • 1932 • 1922 • 1918                                                                              |
| Detroit Red Wings     | 11    | 13     | 2008 • 2002 • 1998 • 1997 • 1955 • 1954 • 1952 • 1950 • 1943 • 1937 • 1936                                                                                            |
| Boston Bruins         | 6     | 14     | 2011 • 1972 • 1970 • 1941 • 1939 • 1929 |
| Chicago Blackhawks    | 6     | 7      | 2015 • 2013 • 2010 • 1961 • 1938 • 1934 |
| Edmonton Oilers       | 5     | 4      | 1990 • 1988 • 1987 • 1985 • 1984 |
| Pittsburgh Penguins   | 5     | 1      | 2017 • 2016 • 2009 • 1992 • 1991 |
| New York Rangers      | 4     | 7      | 1994 • 1940 • 1933 • 1928 |
| New York Islanders    | 4     | 1      | 1983 • 1982 • 1981 • 1980 |
| New Jersey Devils     | 3     | 2      | 2003 • 2000 • 1995 |
| Tampa Bay Lightning   | 3     | 1      | 2021 • 2020 • 2004 |
| Colorado Avalanche    | 3     | —      | 2022 • 2001 • 1996 |
| Florida Panthers      | 2     | 2      | 2024, 2025 |
| Philadelphia Flyers   | 2     | 6      | 1975 • 1974 |
| Los Angeles Kings     | 2     | 1      | 2014 • 2012 |
| St. Louis Blues       | 1     | 3      | 2019 |
| Calgary Flames        | 1     | 2      | 1989 |
| Washington Capitals   | 1     | 2      | 2018 |
| Dallas Stars          | 1     | 2      | 1999 |
| Vegas Golden Knights  | 1     | 2      | 2023 |
| Carolina Hurricanes   | 1     | 1      | 2006 |
| Anaheim Ducks         | 1     | 1      | 2007 |
| Vancouver Canucks     | —     | 3      | |
| Buffalo Sabres        | —     | 2      | |
| Ottawa Senators       | —     | 1      | |
| San Jose Sharks       | —     | 1      | |
| Nashville Predators   | —     | 1      | |
| Columbus Blue Jackets | —     | —      | |
| Minnesota Wild        | —     | —      | |
| Arizona Coyotes       | —     | —      | |
| Winnipeg Jets         | —     | —      | |
| Seattle Kraken        | —     | —      | |

- Montreal Canadiens má započítáno i jedno vítězství (1916) mimo NHL éru.
- Toronto Maple Leafs vyhrálo Stanley Cup i pod jmény Toronto Arenas (1918) a Toronto St. Patricks (1922).
- Chicago Blackhawks získalo první tři Stanley Cupy pod názvem Chicago Black Hawks.
- Anaheim Ducks získal své finále (2003) pod názvem Mighty Ducks of Anaheim.

## Bývalé týmy
Seznam bývalých týmů v éře NHL, které vyhrály Stanley Cup:
| Mužstvo                       | Počet SC | Poč. fin. | Vítězné ročníky           |
| ----------------------------- | -------- | --------- | ------------------------- |
| Ottawa Senators               | 4        | —         | 1920 • 1921 • 1923 • 1927 |
| Montreal Maroons              | 2        | 1         | 1926 • 1935               |
| Victoria Cougars (WCHL)       | 1        | 1         | 1925                      |
| Vancouver Millionaires (PCHA) | —        | 4         |                           |
| Minnesota North Stars         | —        | 2         |                           |
| Seattle Metropolitans (PCHA)  | —        | 1         |                           |
| Edmonton Eskimos (WCHL)       | —        | 1         |                           |
| Calgary Tigers (WCHL)         | —        | 1         |                           |

- Ottawa Senators v této tabulce má se současným týmem společné pouze jméno.
- Victoria Cougars je posledním týmem z jiné asociace než NHL, který vyhrál Stanleyův pohár (a jediný v éře NHL). V sezóně 1926 byl tým ještě (jako poslední mimo NHL) ve finále.
- Vancouver Millionaires získal svá první tři (ze čtyř) finále pod názvem Vancouver Millionaires.

## Seznam vítězů v NHL
- V některých zdrojích se rozlišuje sezóna a hraná sezóna – zde je sezonou NHL myšlena sezóna hraná (ročník 2004/05 je zde tedy nečíslován)

| Rok  | Sez. NHL | Vítěz | Trenér | Finalista | Výsledek |
| ---- | -------- | --- | --- | --- | --- |
| 2025 | 107.     | Florida Panthers | Paul Maurice | Edmonton Oilers | 4-2 |
| 2024 | 106.     | Florida Panthers | Paul Maurice | Edmonton Oilers | 4-3 |
| 2023 | 105.     | Vegas Golden Knights | Bruce Cassidy | Florida Panthers | 4-1 |
| 2022 | 104.     | Colorado Avalanche | Jared Bednar | Tampa Bay Lightning | 4-2 |
| 2021 | 103.     | Tampa Bay Lightning | Jon Cooper | Montreal Canadiens | 4-1 |
| 2020 | 102.     | Tampa Bay Lightning | Jon Cooper | Dallas Stars | 4-2 |
| 2019 | 101.     | St. Louis Blues | Craig Berube | Boston Bruins | 4-3 |
| 2018 | 100.     | Washington Capitals | Barry Trotz | Vegas Golden Knights | 4-1 |
| 2017 | 99.      | Pittsburgh Penguins | Mike Sullivan | Nashville Predators | 4-2 |
| 2016 | 98.      | Pittsburgh Penguins | Mike Sullivan | San Jose Sharks | 4-2 |
| 2015 | 97.      | Chicago Blackhawks | Joel Quenneville | Tampa Bay Lightning | 4-2 |
| 2014 | 96.      | Los Angeles Kings | Darryl Sutter | New York Rangers | 4-1 |
| 2013 | 95.      | Chicago Blackhawks | Joel Quenneville | Boston Bruins | 4-2 |
| 2012 | 94.      | Los Angeles Kings | Darryl Sutter | New Jersey Devils | 4-2 |
| 2011 | 93.      | Boston Bruins | Claude Julien | Vancouver Canucks | 4-3 |
| 2010 | 92.      | Chicago Blackhawks | Joel Quenneville | Philadelphia Flyers | 4-2 |
| 2009 | 91.      | Pittsburgh Penguins | Dan Bylsma | Detroit Red Wings | 4-3 |
| 2008 | 90.      | Detroit Red Wings | Michael Babcock | Pittsburgh Penguins | 4-2 |
| 2007 | 89.      | Anaheim Ducks | Randy Carlyle | Ottawa Senators | 4-1 |
| 2006 | 88.      | Carolina Hurricanes | Peter Laviolette | Edmonton Oilers | 4-3 |
| 2005 | –        | Sezóna zrušena z důvodu stávky v NHL | Sezóna zrušena z důvodu stávky v NHL | Sezóna zrušena z důvodu stávky v NHL | Sezóna zrušena z důvodu stávky v NHL |
| 2004 | 87.      | Tampa Bay Lightning | John Tortorella | Calgary Flames | 4-3 |
| 2003 | 86       | New Jersey Devils | Pat Burns | Mighty Ducks of Anaheim | 4-3 |
| 2002 | 85.      | Detroit Red Wings | Scotty Bowman | Carolina Hurricanes | 4-1 |
| 2001 | 84.      | Colorado Avalanche | Bob Hartley | New Jersey Devils | 4-3 |
| 2000 | 83.      | New Jersey Devils | Larry Robinson | Dallas Stars | 4-2 |
| 1999 | 82.      | Dallas Stars | Ken Hitchcock | Buffalo Sabres | 4-2 |
| 1998 | 81.      | Detroit Red Wings | Scotty Bowman | Washington Capitals | 4-0 |
| 1997 | 80.      | Detroit Red Wings | Scotty Bowman | Philadelphia Flyers | 4-0 |
| 1996 | 79.      | Colorado Avalanche | Marc Crawford | Florida Panthers | 4-0 |
| 1995 | 78.      | New Jersey Devils | Jacques Lemaire | Detroit Red Wings | 4-0 |
| 1994 | 77.      | New York Rangers | Mike Keenan | Vancouver Canucks | 4-3 |
| 1993 | 76.      | Montreal Canadiens | Jacques Demers | Los Angeles Kings | 4-1 |
| 1992 | 75.      | Pittsburgh Penguins | Scotty Bowman | Chicago Blackhawks | 4-0 |
| 1991 | 74.      | Pittsburgh Penguins | Bob Johnson | Minnesota North Stars | 4-2 |
| 1990 | 73.      | Edmonton Oilers | John Muckler | Boston Bruins | 4-1 |
| 1989 | 72.      | Calgary Flames | Terry Crisp | Montreal Canadiens | 4-2 |
| 1988 | 71.      | Edmonton Oilers | Glen Sather | Boston Bruins | 4-0 |
| 1987 | 70.      | Edmonton Oilers | Glen Sather | Philadelphia Flyers | 4-3 |
| 1986 | 69.      | Montreal Canadiens | Jean Perron | Calgary Flames | 4-1 |
| 1985 | 68.      | Edmonton Oilers | Glen Sather | Philadelphia Flyers | 4-1 |
| 1984 | 67.      | Edmonton Oilers | Glen Sather | New York Islanders | 4-1 |
| 1983 | 66.      | New York Islanders | Al Arbour | Edmonton Oilers | 4-0 |
| 1982 | 65.      | New York Islanders | Al Arbour | Vancouver Canucks | 4-0 |
| 1981 | 64.      | New York Islanders | Al Arbour | Minnesota North Stars | 4-1 |
| 1980 | 63.      | New York Islanders | Al Arbour | Philadelphia Flyers | 4-2 |
| 1979 | 62.      | Montreal Canadiens | Scotty Bowman | New York Rangers | 4-1 |
| 1978 | 61.      | Montreal Canadiens | Scotty Bowman | Boston Bruins | 4-2 |
| 1977 | 60.      | Montreal Canadiens | Scotty Bowman | Boston Bruins | 4-0 |
| 1976 | 59.      | Montreal Canadiens | Scotty Bowman | Philadelphia Flyers | 4-0 |
| 1975 | 58.      | Philadelphia Flyers | Fred Shero | Buffalo Sabres | 4-2 |
| 1974 | 57.      | Philadelphia Flyers | Fred Shero | Boston Bruins | 4-2 |
| 1973 | 56.      | Montreal Canadiens | Scotty Bowman | Chicago Blackhawks | 4-2 |
| 1972 | 55.      | Boston Bruins | Tom Johnson | New York Rangers | 4-2 |
| 1971 | 54.      | Montreal Canadiens | Al MacNeil | Chicago Blackhawks | 4-3 |
| 1970 | 53.      | Boston Bruins | Harry Sinden | St. Louis Blues | 4-0 |
| 1969 | 52.      | Montreal Canadiens | Claude Ruel | St. Louis Blues | 4-0 |
| 1968 | 51.      | Montreal Canadiens | Hector Blake | St. Louis Blues | 4-0 |
| 1967 | 50.      | Toronto Maple Leafs | George Imlach | Montreal Canadiens | 4-2 |
| 1966 | 49.      | Montreal Canadiens | Hector Blake | Detroit Red Wings | 4-2 |
| 1965 | 48.      | Montreal Canadiens | Hector Blake | Chicago Blackhawks | 4-3 |
| 1964 | 47.      | Toronto Maple Leafs | George Imlach | Detroit Red Wings | 4-3 |
| 1963 | 46.      | Toronto Maple Leafs | George Imlach | Detroit Red Wings | 4-1 |
| 1962 | 45.      | Toronto Maple Leafs | George Imlach | Chicago Blackhawks | 4-2 |
| 1961 | 44.      | Chicago Blackhawks | Rudy Pilous | Detroit Red Wings | 4-2 |
| 1960 | 43.      | Montreal Canadiens | Hector Blake | Toronto Maple Leafs | 4-0 |
| 1959 | 42.      | Montreal Canadiens | Hector Blake | Toronto Maple Leafs | 4-1 |
| 1958 | 41.      | Montreal Canadiens | Hector Blake | Boston Bruins | 4-2 |
| 1957 | 40.      | Montreal Canadiens | Hector Blake | Boston Bruins | 4-1 |
| 1956 | 39.      | Montreal Canadiens | Hector Blake | Detroit Red Wings | 4-1 |
| 1955 | 38.      | Detroit Red Wings | Jimmy Skinner | Montreal Canadiens | 4-3 |
| 1954 | 37.      | Detroit Red Wings | Tommy Ivan | Montreal Canadiens | 4-3 |
| 1953 | 36.      | Montreal Canadiens | Dick Irvin | Boston Bruins | 4-1 |
| 1952 | 35.      | Detroit Red Wings | Tommy Ivan | Montreal Canadiens | 4-0 |
| 1951 | 34.      | Toronto Maple Leafs | Joe Primeau | Montreal Canadiens | 4-1 |
| 1950 | 33.      | Detroit Red Wings | Tommy Ivan | New York Rangers | 4-3 |
| 1949 | 32.      | Toronto Maple Leafs | Clarence Day | Detroit Red Wings | 4-0 |
| 1948 | 31.      | Toronto Maple Leafs | Clarence Day | Detroit Red Wings | 4-0 |
| 1947 | 30.      | Toronto Maple Leafs | Clarence Day | Montreal Canadiens | 4-2 |
| 1946 | 29.      | Montreal Canadiens | Dick Irvin | Boston Bruins | 4-1 |
| 1945 | 28.      | Toronto Maple Leafs | Clarence Day | Detroit Red Wings | 4-3 |
| 1944 | 27.      | Montreal Canadiens | Dick Irvin | Chicago Blackhawks | 4-0 |
| 1943 | 26.      | Detroit Red Wings | John James Adams | Boston Bruins | 4-0 |
| 1942 | 25.      | Toronto Maple Leafs | Clarence Day | Detroit Red Wings | 4-3 |
| 1941 | 24.      | Boston Bruins | Ralph Weiland | Detroit Red Wings | 4-0 |
| 1940 | 23.      | New York Rangers | Frank Boucher | Toronto Maple Leafs | 4-2 |
| 1939 | 22.      | Boston Bruins | Art Ross | Toronto Maple Leafs | 4-1 |
| 1938 | 21.      | Chicago Blackhawks | Bill Stewart | Toronto Maple Leafs | 3-1 |
| 1937 | 20.      | Detroit Red Wings | John James Adams | New York Rangers | 3-2 |
| 1936 | 19.      | Detroit Red Wings | John James Adams | Toronto Maple Leafs | 3-1 |
| 1935 | 18.      | Montreal Maroons | Thomas Gorman | Toronto Maple Leafs | 3-0 |
| 1934 | 17.      | Chicago Blackhawks | Thomas Gorman | Detroit Red Wings | 3-1 |
| 1933 | 16.      | New York Rangers | Lester Patrick | Toronto Maple Leafs | 3-1 |
| 1932 | 15.      | Toronto Maple Leafs | Dick Irvin | New York Rangers | 3-0 |
| 1931 | 14.      | Montreal Canadiens | Cecil Hart | Chicago Blackhawks | 3-2 |
| 1930 | 13.      | Montreal Canadiens | Cecil Hart | Boston Bruins | 2-0 |
| 1929 | 12.      | Boston Bruins | Cy Denneny | New York Rangers | 2-0 |
| 1928 | 11.      | New York Rangers | Lester Patrick | Montreal Maroons | 3-2 |
| 1927 | 10.      | Ottawa Senators | Dave Gill | Boston Bruins | 2-0 |
| 1926 | 9.       | Montreal Maroons | Eddie Gerard | Victoria Cougars (WHL) | 3-1 |
| 1925 | 8.       | Victoria Cougars (WCHL) | Lester Patrick | Montreal Canadiens | 3-1 |
| 1924 | 7.       | Montreal Canadiens | Leo Dandurand | Calgary Tigers (WCHL) | 2-0 |
| 1923 | 6.       | Ottawa Senators | Pete Green | Edmonton Eskimos (WCHL) | 2-0 |
| 1922 | 5.       | Toronto St. Patricks | George O`Donoghue | Vancouver Millionaires (PCHA) | 3-2 |
| 1921 | 4.       | Ottawa Senators | Pete Green | Vancouver Millionaires (PCHA) | 3-2 |
| 1920 | 3.       | Ottawa Senators | Pete Green | Seattle Metropolitans (PCHA) | 3-2 |
| 1919 | 2.       | Finálový zápas Montreal Canadiens (NHL) - Seattle Metropolitans (PCHA) byl za stavu 2:2 (10:19) zrušen z důvodů epidemie španělské chřipky | Finálový zápas Montreal Canadiens (NHL) - Seattle Metropolitans (PCHA) byl za stavu 2:2 (10:19) zrušen z důvodů epidemie španělské chřipky | Finálový zápas Montreal Canadiens (NHL) - Seattle Metropolitans (PCHA) byl za stavu 2:2 (10:19) zrušen z důvodů epidemie španělské chřipky | Finálový zápas Montreal Canadiens (NHL) - Seattle Metropolitans (PCHA) byl za stavu 2:2 (10:19) zrušen z důvodů epidemie španělské chřipky |
| 1918 | 1.       | Toronto Arenas | Dick Carroll | Vancouver Millionaires (PCHA) | 3-2 |

V letech 1918–1926 nepatřil Stanley Cup NHL a její vítěz musel hrát o pohár s jinými asociacemi: 1918–1921 NHL-PCHA, 1922–1924 NHL-PCHA-WCHL, 1925 NHL-WCHL, 1926 NHL-WHL. Od roku 1927 je Stanley Cup v držení pouze NHL.

## Seznam vítězů před vznikem NHL
| 1917          | Seattle Metropolitans (PCHA)  | Montreal Canadiens (NHA)    | 3:1        |                                  |                 |                      |         |                       |         |
| 1916          | Montreal Canadiens (NHA)      | Portland Rosebuds (PCHA)    | 3:2        |                                  |                 |                      |         |                       |         |
| 1915          | Vancouver Millionaires (PCHA) | Ottawa Senators (NHA)       | 3:0        |                                  |                 |                      |         |                       |         |
| 1914          | Toronto Blueshirts (NHA)      | Victoria Aristocrats (PCHA) | 3:0        | Montreal Canadiens               | doplnit         |                      |         |                       |         |
| 1913          | Quebec Bulldogs (NHA)         | Sydney Millionaires (MaPHL) | 2:0 (20:5) |                                  |                 |                      |         |                       |         |
| 1912          | Quebec Bulldogs (NHA)         | Moncton Victorias (MaPHL)   | 2:0        |                                  |                 |                      |         |                       |         |
| 1911          | Ottawa HC (NHA)               | Port Arthur Bearcats (NOHL) | 13:4       | Galt Professionals               | doplnit         |                      |         |                       |         |
| 1910          | Montreal Wanderers (NHA)      | Berlin Union Jacks (OPHL)   | 7:3        | Edmonton Eskimos                 | doplnit         | Galt Professionals   | doplnit |                       |         |
| 1909          | Ottawa HC (ECHA)              |                             |            |                                  |                 |                      |         |                       |         |
| 1908          | Montreal Wanderers (ECHA)     | Edmonton Eskimos (AAHA)     | 13:10      | Toronto Professional Hockey Club | doplnit         | Winnipeg Maple Leafs | doplnit | Ottawa Victorias      | doplnit |
| 1907          | Kenora Thistles               | Montreal Wanderers          | doplnit    | Montreal Wanderers               | Kenora Thistles | doplnit              |         |                       |         |
| 1906 Březen   | Montreal Wanderers            | New Glasgow Cubs            | doplnit    | Ottawa Silver Seven              | doplnit         |                      |         |                       |         |
| 1906 Únor     | Ottawa Silver Seven           | Montreal Wanderers          | doplnit    | Smith’s Falls                    | doplnit         | Queen’s University   | doplnit |                       |         |
| 1905          | Ottawa Silver Seven           | Kenora Thistles             | doplnit    | Dawson City Nuggets              | doplnit         |                      |         |                       |         |
| 1904          | Ottawa Silver Seven           | Brandon Wheat Kings         | doplnit    | Montreal Wanderers               | doplnit         | Toronto Marlboros    | doplnit | Winnipeg Rowning Club | dopnit  |
| 1903 Březen   | Ottawa Silver Seven           | Kenora Thistles             | doplnit    | Montreal Victorias               | doplnit         |                      |         |                       |         |
| 1903 Únor     | Montreal Hockey Club          | Winnipeg Victorias          | doplnit    |                                  |                 |                      |         |                       |         |
| 1902 Březen   | Montreal Hockey Club          | Winnipeg Victorias          | doplnit    |                                  |                 |                      |         |                       |         |
| 1902 Leden    | Winnipeg Victorias            | Toronto Wellingtons         | doplnit    |                                  |                 |                      |         |                       |         |
| 1901          | Winnipeg Victorias            | Montreal Shamrocks          | doplnit    |                                  |                 |                      |         |                       |         |
| 1900          | Montreal Shamrocks            | Halifax Crescents           | doplnit    | Winnipeg Victorias               |                 |                      |         |                       |         |
| 1899 Březen   | Montreal Shamrocks            | Queen’s University          | doplnit    |                                  |                 |                      |         |                       |         |
| 1899 Únor     | Montreal Victorias            | Winnipeg Victorias          | doplnit    |                                  |                 |                      |         |                       |         |
| 1898          | Montreal Victorias            |                             |            |                                  |                 |                      |         |                       |         |
| 1897          | Montreal Victorias            | Ottawa Capitals             | doplnit    |                                  |                 |                      |         |                       |         |
| 1896 Prosinec | Montreal Victorias            | Winnipeg Victorias          | doplnit    |                                  |                 |                      |         |                       |         |
| 1896 Únor     | Winnipeg Victorias            | Montreal Victorias          | doplnit    |                                  |                 |                      |         |                       |         |
| 1895          | Montreal Victorias            |                             |            |                                  |                 |                      |         |                       |         |
| 1894          | Montreal Hockey Club          | Ottawa Generals             | 3:1        | Montreal Victorias               | 3:2             |                      |         |                       |         |
| 1893          | Montreal Hockey Club          |                             |            |                                  |                 |                      |         |                       |         |

## Seznam Čechů ve Stanley Cupu
| Hráč              | Vítěz (sezóna)          | Vítěz (tým)                           | Finalista (sezóna)              | Finalista (tým)                                                       |
| ----------------- | ----------------------- | ------------------------------------- | ------------------------------- | --------------------------------------------------------------------- |
| Jaroslav Pouzar   | 1983/84 1984/85 1986/87 | Edmonton Oilers                       | 1982/83                         | Edmonton Oilers                                                       |
| Jiří Hrdina       | 1988/89 1990/91 1991/92 | Calgary Flames Pittsburgh Penguins    |                                 |                                                                       |
| Petr Sýkora       | 1999/00 2008/09         | New Jersey Devils Pittsburgh Penguins | 2000/01 2002/03 2007/08 2011/12 | New Jersey Devils Anaheim Ducks Pittsburgh Penguins New Jersey Devils |
| Dominik Hašek     | 2001/02 2007/08         | Detroit Red Wings                     | 1991/92 1998/99                 | Chicago Blackhawks Buffalo Sabres                                     |
| Patrik Eliáš      | 1999/00 2002/03         | New Jersey Devils                     | 2000/01 2011/12                 | New Jersey Devils                                                     |
| Bobby Holík       | 1994/95 1999/00         | New Jersey Devils                     | 2000/01                         | New Jersey Devils                                                     |
| Jaromír Jágr      | 1990/91 1991/92         | Pittsburgh Penguins                   | 2012/13                         | Boston Bruins                                                         |
| Jiří Fischer      | 2001/02 2007/08         | Detroit Red Wings                     |                                 |                                                                       |
| Michal Rozsíval   | 2012/13 2014/15         | Chicago Blackhawks                    |                                 |                                                                       |
| Petr Svoboda      | 1985/86                 | Montreal Canadiens                    | 1988/89 1996/97                 | Montreal Canadiens Philadelphia Flyers                                |
| David Krejčí      | 2010/11                 | Boston Bruins                         | 2012/13 2018/19                 | Boston Bruins                                                         |
| Richard Šmehlík   | 2002/03                 | New Jersey Devils                     | 1998/99                         | Buffalo Sabres                                                        |
| Josef Vašíček     | 2005/06                 | Carolina Hurricanes                   | 2001/02                         | Carolina Hurricanes                                                   |
| Jiří Hudler       | 2007/08                 | Detroit Red Wings                     | 2008/09                         | Detroit Red Wings                                                     |
| Ondřej Palát      | 2019/20 2020/21         | Tampa Bay Lightning                   | 2014/15                         | Tampa Bay Lightning                                                   |
| Jan Rutta         | 2019/20 2020/21         | Tampa Bay Lightning                   |                                 |                                                                       |
| Petr Klíma        | 1989/90                 | Edmonton Oilers                       |                                 |                                                                       |
| Roman Turek       | 1998/99                 | Dallas Stars                          |                                 |                                                                       |
| Milan Hejduk      | 2000/01                 | Colorado Avalanche                    |                                 |                                                                       |
| Martin Škoula     | 2000/01                 | Colorado Avalanche                    |                                 |                                                                       |
| Jiří Šlégr        | 2001/02                 | Detroit Red Wings                     |                                 |                                                                       |
| Pavel Kubina      | 2003/04                 | Tampa Bay Lightning                   |                                 |                                                                       |
| Stanislav Neckář  | 2003/04                 | Tampa Bay Lightning                   |                                 |                                                                       |
| František Kaberle | 2005/06                 | Carolina Hurricanes                   |                                 |                                                                       |
| Tomáš Kaberle     | 2010/11                 | Boston Bruins                         |                                 |                                                                       |
| Michael Frolík    | 2012/13                 | Chicago Blackhawks                    |                                 |                                                                       |
| Michal Kempný     | 2017/18                 | Washington Capitals                   |                                 |                                                                       |
| Jakub Vrána       | 2017/18                 | Washington Capitals                   |                                 |                                                                       |
| Radek Dvořák      |                         |                                       | 1995/96 2005/06                 | Florida Panthers Edmonton Oilers                                      |
| Ivan Hlinka       |                         |                                       | 1981/82                         | Vancouver Canucks                                                     |
| Miroslav Dvořák   |                         |                                       | 1984/85                         | Philadelphia Flyers                                                   |
| František Kučera  |                         |                                       | 1991/92                         | Chicago Blackhawks                                                    |
| Martin Straka     |                         |                                       | 1995/96                         | Florida Panthers                                                      |
| Václav Varaďa     |                         |                                       | 1998/99                         | Buffalo Sabres                                                        |
| Marek Malík       |                         |                                       | 2001/02                         | Carolina Hurricanes                                                   |
| Jaroslav Svoboda  |                         |                                       | 2001/02                         | Carolina Hurricanes                                                   |
| Aleš Hemský       |                         |                                       | 2005/06                         | Edmonton Oilers                                                       |
| Jaroslav Špaček   |                         |                                       | 2005/06                         | Edmonton Oilers                                                       |
| Lukáš Krajíček    |                         |                                       | 2009/10                         | Philadelphia Flyers                                                   |
| Marek Židlický    |                         |                                       | 2011/12                         | New Jersey Devils                                                     |
| Andrej Šustr      |                         |                                       | 2014/15                         | Tampa Bay Lightning                                                   |
| Tomáš Hertl       |                         |                                       | 2015/16                         | San Jose Sharks                                                       |
| Roman Polák       |                         |                                       | 2015/16                         | San Jose Sharks                                                       |
| Tomáš Nosek       |                         |                                       | 2017/18                         | Vegas Golden Knights                                                  |
| David Pastrňák    |                         |                                       | 2018/19                         | Boston Bruins                                                         |
| Radek Faksa       |                         |                                       | 2019/20                         | Dallas Stars                                                          |

- Bobby Holík má od listopadu 1996 i americké občanství.

Prvenství
- Prvním českým finalistou byl Ivan Hlinka (1982)
  - Finále si zahrálo celkem 36 českých hráčů v 17 týmech (64 účastí)
- Prvním českým vítězem byl Jaroslav Pouzar (1984)
  - Celkem vyhrálo 24 českých hráčů ve 12 týmech (34 vítězství)
- Nejčastěji ve finále byl Petr Sýkora – (6×)
  - Poté (všichni 4×): Jaroslav Pouzar, Dominik Hašek, Patrik Eliáš